# ラグナロクオンラインDS
『ラグナロクオンラインDS』は、ガンホーワークスから2008年12月18日に発売されたニンテンドーDS用ソフト。

## 概要
韓国のMMORPG『ラグナロクオンライン』の派生作品の一つである。
基本操作は、すべてタッチペンを使用する。

## 登場人物

### メインキャラクター
アレス
本作の主人公。性別は男。
シェラ
不思議な力を持った少女。

### サブキャラクター
ルシフィ
リーシル
ヴィセルク

## 職業
- ノービス
- ソードマン
- シーフ
- マーチャント
- アコライト
- マジシャン
- アーチャー
- テコンキッド
- ナイト（二次職）
- アサシン（二次職）
- ブラックスミス（二次職）
- プリースト（二次職）
- ウィザード（二次職）
- ハンター （二次職）
- 拳聖（二次職）

### オリジナル職業
- シャーマン
- ダークナイト

## 評価
ファミ通クロスレビューでは7、7、7、7の28点。